# Zatanna (serie limitada)
Zatanna es una serie limitada de historietas, protagonizada por el personaje homónimo, que fue creada en el 2010 por el guionista estadounidense Paul Dini trabajando con el artista francés Stephane Roux. La editorial estadounidense DC Comics lanzó el primero de los dieciséis cómics que comprenden la serie en mayo de 2010, el último en agosto de 2011 y posteriormente los comercializó en los tomos compilatorios Zatanna: Mistress of Magic y Zatanna: Shades of the Past. Respecto a las historietas se destacan algunas creadas gracias a la participación de los escritores Chris Roberson, Adam Beechen, Derek Fridolfs y Matthew Sturges y la de los artistas Jesús Saiz, Cliff Chiang, Jamal Igle, Víctor Ibáñez y Brian Bolland.
Oficialmente la serie limitada fue concebida como un proyecto a realizarse a partir del 2007, pero Dini debió retrasar el trabajo en el proyecto hasta 2010, después de citar que tenía muchas cosas que hacer antes, además de su interés por trabajar con Zatanna cuando fuese el momento adecuado para él. La saga de cómics revisa el trasfondo de su protagonista, mostrando cómo es que logra vivir en medio de su agobio por las diversas responsabilidades que posee. Su trama, situada en el ficticio universo DC, combina las apariciones de varios personajes nuevos —creados especialmente para la saga— y clásicos de las historias de la editorial, relatando las aventuras de la maga y heroína Zatanna. La serie de historietas busca mostrar el lado más cotidiano de la vida de la hechicera y su trabajo como artista del ilusionismo más allá de lo que realiza para salvar al mundo.
DC Comics publicó la serie tanto en los Estados Unidos como en Canadá y diversas tiendas en línea o editoriales la distribuyeron en Australia, Irlanda y el Reino Unido, siendo algunas de las más conocidas Amazon.com, Barnes & Noble y Waterstone's. La serie limitada fue cancelada luego de su tomo número dieciséis debido a que DC Comics anunció formalmente que reiniciaría todas sus historietas, esto como una forma de intentar atraer a más lectores jóvenes que desconocían el origen de los antiguos personajes. Luego de la cancelación de su serie, la maga Zatanna comenzó a formar parte de las historias contadas en los cómics conocidos como Liga de la Justicia Oscura, historias en las que también se integró a gran cantidad de personajes que formaban parte de las publicaciones de Vertigo Comics antes de la cancelación de todas sus historias, grupo editorial conocido por presentar trabajos más oscuros desde el punto de vista artístico y con temáticas mucho más enfocadas a los adultos.
Zatanna recibió comentarios en su mayoría positivos de parte de los críticos especializados, quienes argumentaron que las historietas eran «peculiares y divertidas» y que su apartado gráfico estaba muy bien constituido. El tomo n.º 1 se convirtió en uno de los cómics mejor vendidos de la editorial durante el 2010, debiendo ser reimpreso en julio de dicho año tras agotarse todas sus copias; los tomos compilatorios de la serie también tuvieron un alto índice de ventas llegando a estar entre las listas de los 100 más vendidos. El trabajo realizado para las portadas de la serie fue galardonado en dos ocasiones, el sitio web iFanboy.com eligió a la portada n.º 15 como una de las mejores del 2011, mientras que escogieron la siguiente como la mejor de su semana de publicación.

## Antecedentes
Zatanna Zatara es una superheroína que aparece en las publicaciones de DC Comics desde 1964 (teniendo también breves apariciones en las sagas de Vertigo Comics), creada por el escritor Gardner Fox y el dibujante Murphy Anderson. Es la hija de los héroes y magos de las historietas de la edad de oro Giovanni Zatara y Sindella. Realizó su primera aparición en el tomo número cuatro del primer volumen de los cómics del Hombre Halcón (octubre a noviembre de 1964) en la historia The Girl who Split in Two, como una joven maga de escenario que investiga la misteriosa desaparición de su padre. La búsqueda de Zatanna la llevó a formar parte de diversas historietas de DC —la gran mayoría editadas por Julius Schwartz durante sus primeras apariciones— en las que interactuó con diversos personajes, entre los más destacados Batman, Robin, Atom y Linterna Verde y a convertirse en uno de los grandes personajes secundarios de la editorial estadounidense.

## Trama
Luego de finalizar su última presentación del día, Zatanna es contactada por el detective del departamento de policía de San Francisco Dale Colton, quien le comunica que están ocurriendo numerosos asesinatos en la ciudad y le solicita ayuda. Después de pasar por la última escena del crimen, deciden investigar un poco más la ciudad logrando llegar a un bar repleto de monstruos y criminales; ahí Zatanna se topa con el líder del crimen de la ciudad, Brother Night —un mafioso que vendió su alma a cambio de poderes místicos—, que la amenaza para que no se enfrente a él. Tras rehusarse a rendirse o retirarse de la escena, ambos luchan y destruyen el local nocturno. Después del incidente del bar y luego de ayudar a las miembros de la Liga de la Justicia Vixen y Canario Negro a vencer a un grupo de hombres hiena, Zatanna regresa a su departamento para descansar, sin saber que es acechada por el demonio de las pesadillas Fuseli, que recibió órdenes de Night para que se introduzca en su mente. El pequeño demonio comienza a repasar sus recuerdos más dolorosos mientras duerme y aviva antiguas culpas, con el fin de que Zatanna no despierte y muera. Sin embargo, cuando consigue librarse del control de Fuseli y, mientras este se encuentra despistado, la maga lo ataca y decide utilizar su sombrero para encerrarlo. Posteriormente, Zatanna se dirige al teatro en el que trabaja a ver a su grupo de asistentes y a su directora de escenario Mikey Dowling, pero es sorpresivamente atacada en los vestidores por un grupo de efigies que llevaban las ropas de sus amigos. Al vencer a sus adversarios, decide ir en busca de sus compañeros y, luego de transportarse directamente a su ubicación, descubre que están bajo el poder de Brother Night. Este los utiliza como carnada para atraer a Zatanna. Una vez que la maga los libera y elimina a los sirvientes restantes de Night, se enfrenta a él y lo derrota, con lo que elimina todo su poder.  
En Las Vegas, y después de derrotar a la banda de villanos conocida como la escalera real —que habían robado el dinero de la caja fuerte del casino Paradise—, Zatanna se dirige a su hotel donde se topa con una gran fiesta en la habitación. Tras desbaratarla y regañar a su primo Zachary, es atacada por un trío de arpías, a las cuales con mucha dificultad logra vencer. Al finalizar el único espectáculo que daría en la ciudad, es seducida y hechizada por el dueño del casino que había salvado del robo, Sonny Raymond, quien secretamente desea entregarle su alma al demonio Mammon —que la quiere por su alto poder y pureza—. Zachary nota la repentina desaparición de su prima y va en su búsqueda, y al encontrarla se da cuenta de que está a un paso de casarse con Raymond —un hecho que la haría entregar su alma automáticamente—. Conforme la ceremonia avanza, él busca una forma de despertar a Zatanna de su trance, cosa que logra luego de lanzar un hechizo en su contra; ambos magos se deshacen de los sirvientes de Raymond a su alrededor y del demonio Mammon, quien termina llevándose como trofeo el alma del dueño del casino.
Luego de salir de Las Vegas, Zatanna se dirige a la ciudad de Los Ángeles con el fin de participar en la inauguración del primer museo de magia. Mientras la hechicera se encuentra descansando en su hotel, los diferentes artículos del museo —que conservaban parte de la esencia de sus portadores— se agrupan y salen a castigar a los que consideran criminales destruyendo la ciudad en el proceso. La maga decide contactar al único artículo de su padre que está entre las cosas que destruyen la ciudad —sus lentes de sol—, con lo que logra que su espíritu tome el control de los demás objetos y se detenga la destrucción de la ciudad. De regreso en San Francisco, Zatanna y Mikey están por recibir el premio por el espectáculo del año, cuando ambas descubren una pequeña marioneta que las espía detrás de las cortinas del escenario, lo que aviva la fobia de Zatanna a dichos muñecos. Intentando identificar el origen de su miedo, Zatanna busca y obliga al demonio Fuseli a entrar en su mente y a ayudarla a encontrar el origen de su fobia: luego de descubrir que su padre convirtió al marionetista Oscar Hampel en el muñeco Stringleshanks —ya que intentó asesinarla de niña—, Zatanna se percata de que la marioneta logró entrar en su departamento y amordazarla mientras dormía, viendo entre sus recuerdos. Después de lograr liberarse de sus ataduras, intenta detener al muñeco sin éxito, por lo que le ofrece convertirlo en humano, pero Hampel altera el hechizo para que Zatanna termine convertida en marioneta y Stringleshanks en humano. Mikey nota que algo sucede, cuando descubre que Zatanna no se encontraba con la Liga de la Justicia durante todo su tiempo de ausencias, por lo que comienza a seguir sus pasos. Al descubrir que Oscar Hampel está conectado con la desaparición de su amiga, decide engañarlo suplantando a su maquilladora. Luego de dar con la muñeca Zatanna, procede a ayudarla a cambiar de forma y a deshacerse de una vez por todas de Hampel, quien termina nuevamente transformado en marioneta.  
Después de asesinar a un grupo de tritónes y sirenas, el pandillero Backlash es perseguido por Zatanna. Una vez que ambos se encuentran, él muestra su habilidad para retroceder el tiempo al agitar su espada, lo que vuelve inútiles los intentos de la maga por detenerlo. Una vez que logra capturarla, la lleva a una escuela abandonada a las afueras de la ciudad para asesinarla ahí. Al darse cuenta de que su magia ya no es efectiva, la maga decide utilizar solamente hechizos que sean palíndromos, lo que vuelve inútil el efecto de retroceso de la espada de Backlash. Una vez libre y con su enemigo neutralizado, se percata de que la fuente del poder de la espada es una pequeña hada atada a ella. Después de liberar al hada, que se presenta como Hannah, le agradece por darle la idea de los palíndromos y entrega a Backlash a la policía. Una vez hecho esto, ambas se despiden. Días después, y luego de saber que El Espectro solicita su presencia en la corte de los pecadores (al verlo a través del ojo de cristal del gato que apareció en su puerta), la protagonista se dirige a hablar con él para terminar descubriendo que Brother Night ha realizado un nuevo pacto místico y que escapó de la cárcel. Paralelamente se muestra cómo el detective Colton descubre que Night es su padre biológico, y los preparativos del villano para enfrentarse a Zatanna en el futuro. Durante esa noche, y al terminar una presentación en conjunto con su primo Zachary y la posterior pelea a esta, ambos se dirigen al club nocturno más cercano. Una vez ahí, Zach observa a una joven japonesa que se presenta como Yuki-onna, que posteriormente revela ser una súcubo, capaz de controlar las mentes de los que se hallen a su alrededor. Al tomar la mente y el poder de Zack, comienza su ataque contra su prima, quien evita contraatacar para no lastimarlo. Luego de numerosos intentos por derrotarla, Zatanna consigue liberar a Zack al lograr engañar a su adversaria. 
De regreso en su mansión de ciudad Gótica, a la que llegó después de finalizar su gira a través de los Estados Unidos, Zatanna recibe la visita del joven Uriah, un habitante de las tierras del limbo que desea ser su aprendiz en el arte de la hechicería. Luego de intentar sacar de su hogar al molesto invitado —argumentando que no lo recibirá como aprendiz—, este comienza a registrar las habitaciones de la mansión, desafiando toda la seguridad de esta y llegando hasta su biblioteca. Después de sacar uno de los libros más importantes —conocido como el libro de los mapas—, comienza a utilizarlo para atacar, y posteriormente escapar de Zatanna. Esta queda sin otra opción más que destruir el libro y enviar a Uriah al limbo nuevamente. La serie finaliza con la protagonista dirigiéndose a su habitación, mientras dice que sus demás espectáculos pueden esperar ya que su mayor deseo es dormir.

### Brace Yourself
En el número nueve de Zatanna se incluyó un one-shot titulado Brace Yourself, escrito por Adam Beechen con la ayuda de Jamal Igle y dibujado por este último. La breve historia de ocho páginas es planteada en los años de la década de 1980, donde se presenta como personajes principales a una Zatanna adolescente y a su padre.
La historia inicia con Zatanna saliendo de su primera cita con el ortodoncista, después de notar que apenas puede articular palabras o comer en uno de los restaurantes del centro comercial, se percata de que un ladrón le quitó el bolso a una mujer; luego de que su intento de derribar al hombre fracasara y tratando de hacer magia sin éxito la niña decide utilizar un pequeño juguete; al escribir en el teclado del pequeño aparato, este ordena —mediante la sintetisación de las palabras— que sus nuevos brackets creen una jaula que detenga al delincuente. La historia termina con el padre de Zatanna recriminándole por la forma en que uso la magia y diciéndole que deberán ir nuevamente al ortodoncista.

## Elaboración de los cómics

### Argumento

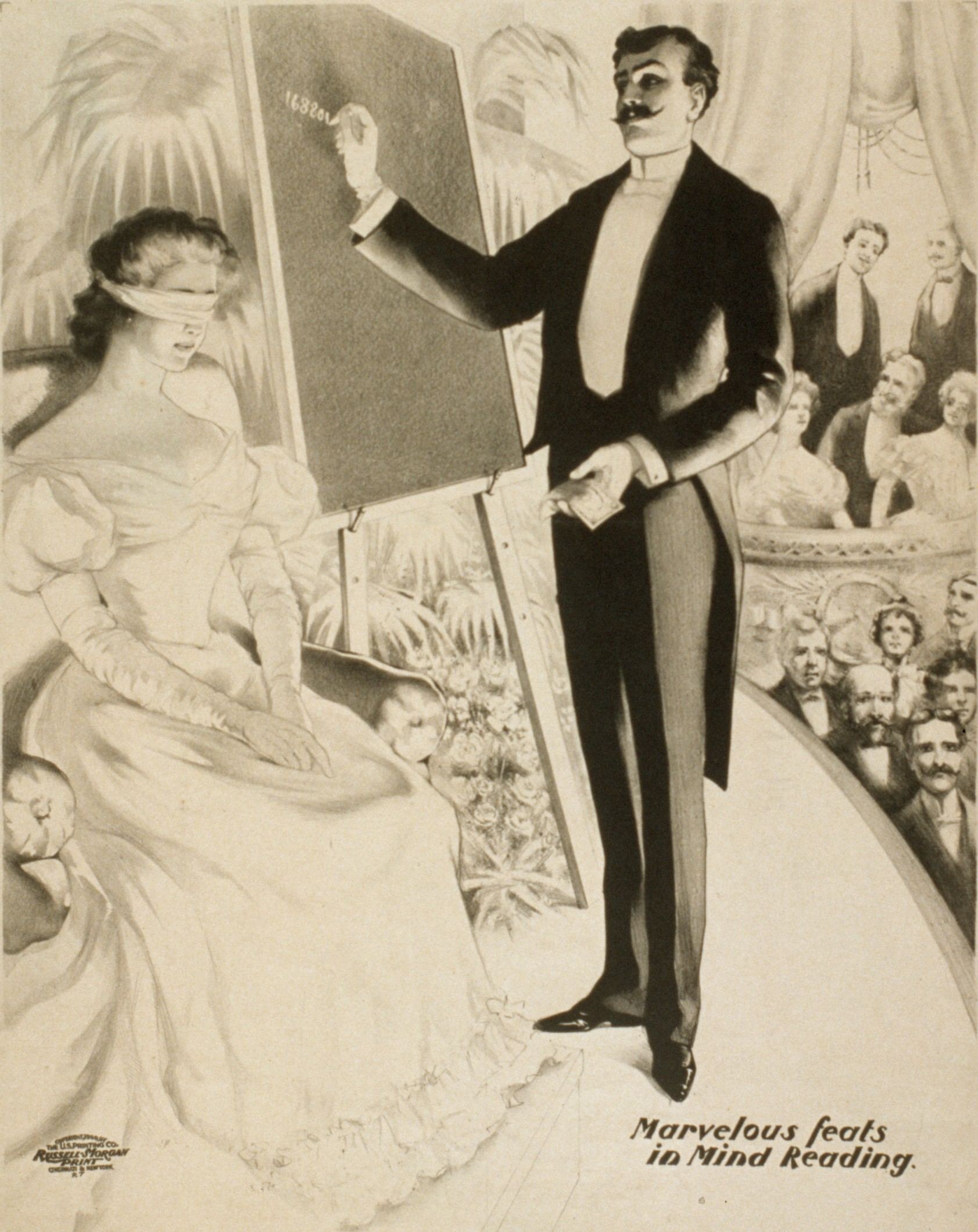
La serie limitada interioriza en la vida del personaje Zatanna, exponiendo tanto su trabajo de heroína como el de maga de escenario.

Zatanna apareció en los títulos de la editorial DC por más de cuarenta años, pero jamás recibió una caracterización o un trasfondo muy detallado, lo que sentó las bases para la realización de su propia serie de cómics. Tuvo constantes participaciones como personaje secundario entre los arcos argumentales de la Liga de la Justicia y una breve serie limitada llamada Seven Soldiers: Zatanna creada por Grant Morrison, cómics en los cuales se muestra su desempeño como heroína y hechicera más no su vida personal o su trabajo como ilusionista de escenario. Algunas historietas que el personaje protagonizó, que se adentraron en sus momentos como miembro de la Liga de la Justicia, y en su búsqueda de respuestas respecto a las desapariciones de sus padres fueron la novela gráfica —de Dini—, publicada durante el 2003 Zatanna: Everyday Magic y las series de cómics JLA: Zatanna's Search (que agrupa todas su apariciones de la edad de plata de los cómics) y Zatanna Come Together de Fox y Lee Marrs respectivamente. Zatanna inició como proyecto en el 2007, pero Dini debió retrasar el trabajo hasta 2010, después de citar que tenía muchas cosas que hacer antes, además de su interés por trabajar con Zatanna cuando fuese el momento adecuado para él. Respecto al argumento de la saga el escritor dijo que su deseo era el de explorar el mundo de DC, en el cual —según su opinión— la gente puede ver constantemente a héroes como el Detective Marciano y seguramente deben de reconocer a Zatanna como una maga fenomenal. Comentó respecto a lo anterior lo importante que es que el personaje sea considerado no solo por nosotros como una celebridad (por aparecer en los cómics) sino que también que en su mundo sea una estrella y lo poco que ese tema ha sido tocado o utilizado por los escritores que anteriormente se valieron de ella como parte de sus historias. Como guionista dijo que lo más interesante de escribir Zatanna era que la protagonista no poseía una gran historia, a pesar de aparecer en las sagas de cómics de grandes personajes de la editorial como Batman y Flash. Declaró también que creó numerosos arcos argumentales para establecer correctamente el mundo en el que Zatanna vive, explorándolo y mostrando su trabajo y forma de vida dividida entre los espectáculos —que le han entregado fama en el universo DC— y lo heroico. Frente a la poca expansión de las historias del personaje, agregó:

«El que su trasfondo no se revisara demasiado me entrega la ventaja de tener mucha más libertad para escribir, pero también trae consigo la desventaja de tener que trabajar mucho más para generar una caracterización con los personajes y villanos necesarios para las historias».

Según palabras del escritor las premisas secundarias de la serie limitada eran el mostrar como Zatanna toma el papel de protectora de aquellos que no pueden defenderse por sí mismos de los usuarios de la magia negra y expandir la relación del personaje con su primo —también mago— Zachary Zatara. Luego expresó: «La idea que pretendo mostrar respecto a las responsabilidades de Zatanna es la de que existen criminales en todos lados, pero muchos de ellos [dentro del universo DC] no son afectados por las leyes comunes, es ahí donde ella entra, asumiendo el papel de defensora de los inocentes [y como Batman] castigando a los que deben serlo o encerrándolos en una celda». Respecto a la relación entre los primos Zatara, Dini expresó desear inyectarle a la serie «discordia familiar».

### Guion y dibujo

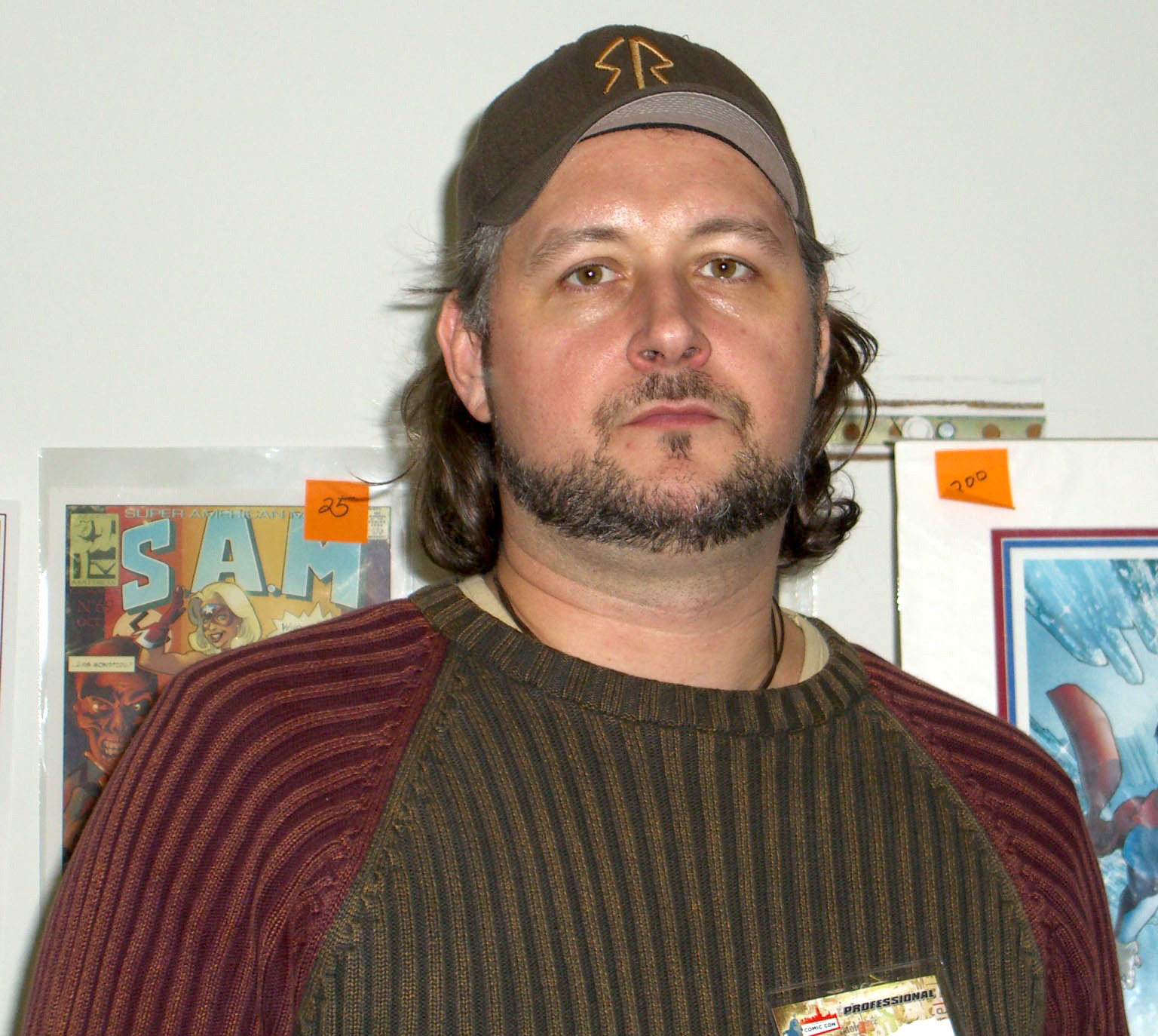
Stephane Roux principal dibujante de la serie limitada.

El principal encargado de las historias y de los diálogos de los cómics fue el creador de la serie Paul Dini. Conforme esta avanzó, Dini recibió el apoyo o dejó a cargo del respectivo tomo a los escritores de cómics Chris Roberson, Adam Beechen, Matthew Sturges y Derek Fridolfs. Respecto al apartado artístico de la serie, el mayor colaborador de Dini fue el dibujante francés Sthepane Roux, quien realizó numerosos tomos y portadas de la saga. Roux comentó que se enteró de la serie de historietas luego de que Dan DiDio —editor ejecutivo de DC— le comentó sobre el proyecto y reveló ser un fanático del personaje. Otro dibujante importante de la editorial DC que participó en la serie fue Brian Bolland, quien realizó portadas alternativas para los primeros seis números de la saga. La lista de artistas que colaboraron en las historietas de Zatanna incluye a los dibujantes españoles Jesús Saiz y Víctor Ibáñez, quienes participaron en los dibujos interiores de los tomos seis, siete y dieciséis —dibujando Saiz solo en el número seis de la saga—. Jamal Igle y Cliff Chiang dibujaron diversos tomos de la serie limitada tanto como únicos artistas del número correspondiente como entregando apoyo para la generación de escenarios u personajes a Stephane Roux. Igle también participó en la creación y el dibujo del one-shot incluido como un capítulo extra en el tomo nueve de Zatanna llamado Brace Yourself, que muestra al personaje durante una pequeña etapa de su adolescencia, junto a su padre en la década de 1980. Sobre su trabajo con Paul Dini, Chiang comentó: 

«Paul le entregó a la serie diálogos con mucho humor y le dio una gran personalidad a esta mujer de botas sobre la rodilla y medias de red, lo que convierte en un placer y en un reto el darle vida al personaje».

El artista encargado de los trabajos de finalización de la serie limitada fue Karl Story, quien también ayudó a Roux en los dibujos interiores de los dos primeros tomos. Chad Hardin colaboró en los números cuatro y cinco mientras que Travis Moore participó del número catorce de Zatanna. El entintado de las historietas estuvo a cargo de los artistas y entintadores profesionales de DC Comics John Kalisz, Lovern Kindzierski, Ego, Richard Horie y su esposa Tanya Horie.

### Personajes
| «Estoy [por así decirlo] interesado en crear una versión del mundo de Zatanna en el que la maga posea sus propios personajes de apoyo y que estos sean una creación exclusiva». — Paul Dini. |

Respecto a la selección de Zatanna como protagonista de una serie limitada Dini dijo: «La seleccioné debido a todos los papeles que desarrolla, es una heroína, una celebridad, una hechicera, es un amalgama único de muchas cosas entre los personajes de DC». De los numerosos personajes creados para la serie los más destacados e importantes fueron el detective Dale Colton, interés amoroso de la protagonista durante sus encuentros en los cómics, la directora de escenario de Zatanna y una de sus amigas de confianza Mikey Dowling —a quien Dini describió como una «marimacho»—, y el principal antagonista de la saga de cómics Brother Night, líder de la mafia de la ciudad de San Francisco que obtuvo sus habilidades místicas al vender su alma y las mantiene traficando las de otras personas. Dini creó a los personajes de Vladi, Jon, Andre y Arnie para que formaran parte de las presentaciones del personaje principal; para el equipo de trabajo de los espectáculos de Zatanna comentó que se basaba en los shows y en los trabajadores del Cirque Du Soleil, esto debido a la imagen multicultural que entrega, misma que deseó generar para los trabajadores de Zatanna al darles orígenes europeos y asiáticos. La doctora y psicóloga mística Jana Brodie realiza breves apariciones en los tomos número 8 a 11 de Zatanna como la ayuda astral del personaje principal, durante la lucha que tiene con su mayor miedo —las marionetas—. Para la serie limitada y como parte del grupo de secuaces de Brother Night se creó a Ember, un dragón no nacido cuya alma recibió la forma de una mujer, el pequeño Teddy —que siempre lleva una caja llena de insectos del inframundo— y Romalthi, quien convierte a sus enemigos en lo que su máscara decide. Otros villanos creados exclusivamente fueron Stringleshanks, que según la historia es el marionetista Oscar Hampel, quien intentó asesinar a Zatanna cuando era una niña —terminando convertido en marioneta por su padre para salvarla—, el pandillero Backlash cuya habilidad es retroceder el tiempo al mover su espada, el demonio de los sueños Fuseli, y el joven Uriah, proveniente de un pueblo ubicado en el limbo.
Se introdujo en las numerosas historias de la serie Zatanna a diversos seres sobrenaturales, siendo estos personajes demonios, hadas, dragones, fantasmas, tritónes, sirenas o incluso súcubos. Dentro del grupo de personajes que ya formaban parte del universo DC antes de aparecer en la serie limitada se puede mencionar a Giovanni Zatara, el fallecido padre de Zatanna —que tiene recurrentes apariciones como fantasma—, al primo de la protagonista Zachary quien es mostrado como una celebridad y como un poderoso e inexperto mago, siendo esta la primera vez que ambos personajes aparecen juntos en una serie de cómics desde la primera aparición de Zachary en Los Jóvenes Titanes n.º 34 (mayo de 2006). Dini expresó necesitar la ayuda del creador del personaje —Geoff Johns— con el fin de que este lo instruyera respecto a la personalidad y a los diálogos que debían crearle. El héroe Espectro y numerosos miembros de la liga de la justicia, entre ellos la Mujer Maravilla, Superman, Batman, Canario Negro, el Capitán Marvel y Vixen aparecieron solo en breves cameos, mientras que el grupo de villanos conocido como la banda de la escalera real realiza una breve aparición en la historieta número cuatro de la serie limitada. En el primer número de Zatanna dos de los trabajadores de la protagonista se disfrazan como el Joker y el Dr. Luz ya que los villanos forman parte de la historia que muestra en su espectáculo, otros personajes y celebridades que realizan cameos en ese tomo de la saga son la versión de Merlín del filme de Disney The Sword in the Stone, los ilusionistas Siegfried & Roy, David Copperfield y Morn de Star Trek: Deep Space Nine.

## Continuidad
| «Poco es lo que ocurre en el reino de los condenados que escape a mi conocimiento [...] luego de ver como destruías su alma para detener su sufrimiento me acerque a él sin ser detectado y tomé su esencia». — Brother Night comentando a Zatanna como consiguió el alma de su padre. |

En dos historietas de Zatanna se retoman sucesos ocurridos en series de DC Comics que tienen que ver con el comportamiento del personaje principal de los cómics y con el poderoso mago Zatara respectivamente. En el primer arco argumental de la serie limitada (n.º 1 a 3) se finaliza con lo ocurrido con el alma del padre de Zatanna durante la saga de historietas de horror y fantasía de 2008 Reign in Hell, en la cual sucumbió ante el control mental del mercenario extraterrestre Lobo, siendo obligado a atacar y a intentar eliminar a su propia hija como una forma de forzarla a defenderse y a destruir el alma de su padre; y por consiguiente causarle el mayor desorden mental posible. Es durante el tomo número cinco de esa serie que Zatanna debió destruir lo que quedaba de su padre con tal de que no quedara atrapado en el infierno —lugar en que se llevan a cabo los eventos de la serie—, enviándolo al vacío o como es conocido en el universo DC a Oblivion. En la historieta número tres, Zatanna se enfrenta nuevamente a su padre luego de que Brother Night le informe que está bajo su poder. Conforme ambos luchan y luego de notar que no podrá derrotar a su padre por sí sola, Zatanna libera de su presidio al demonio de los sueños Fuseli —que dejó en su sombrero— para que reactive los recuerdos familiares que estaban bloqueados en la mente de Zatara, logrando así liberarlo del control de Night.
Durante el tercer arco argumental de los cómics (n.º 8 a 11), que se adentra en el miedo que la protagonista siente hacia las marionetas, se comentan como parte de los fundamentos de dicho temor, los hechos ocurridos durante los tomos 843 y 844 de Detective Comics, en los cuales la hechicera debió enfrentarse con Batman a Scarface y a su nueva ayudante Peyton Riley. Zatanna comenta con su terapeuta como confrontó a los villanos, aludiendo: «A que debió concentrarse en la pobre mujer detrás de Scarface y no en el horrible muñeco». A lo que la doctora Jana Brodie respondió:

«Después de los payasos, los títeres son la cosa más innecesariamente aterradora del mundo. El miedo hacia ellos es tan común que recibe el nombre científico de pupafobia».
Brodie explicándole su miedo a Zatanna y entregando el nombre del tercer arco argumental que se desarrolla en las historietas.

### Power Girl
La protagonista de la serie limitada realiza una aparición especial en la saga de historietas del personaje Power Girl, en los cómics número 22 y 23 que forman el arco argumental llamado Up, Up & Away, donde ayudó tanto a su protagonista como a Superman a derrotar a un grupo de dinosaurios mágicos que aparecieron en la ciudad de Nueva York luego de que ellos la salvan de un nuevo villano dado a conocer como Siphon. La trama se sitúa entre los cómics número 11 y 12 de Zatanna, publicándose este último junto a la historieta 23 de la serie Power Girl el 20 de abril de 2011.
La historia escrita por Judd Winick y dibujada por Sami Basri comienza poco después de que Zatanna es raptada por Siphon, quien desea copiar sus poderes mágicos —cosa que hace estando cerca de alguien con habilidades para la hechicería—. Paralelamente Superman y Power Girl luchan contra un grupo de criaturas prehistóricas que aparecieron repentinamente en la ciudad de Nueva York; una vez que notan que dichos monstruos están hechos a base de magia deciden llamar a Zatanna para que los ayude, pero se percatan de que su amiga puede estar en peores problemas que ellos al recibir un mensaje de su contestadora pidiendo auxilio. Al seguir su señal de GPS ambos logran llegar al hogar de Siphon, quien los recibe convirtiéndolos en piedra; una vez que la maga utiliza la distracción del villano para liberarse, transforma nuevamente a sus amigos y comienza una pelea contra él en la que resulta vencida. Power Girl decide llevarse a Siphon lo más lejos posible para así evitar que continúe absorbiendo los poderes de Zatanna y al comenzar a girar rápidamente mientras vuela con Siphon en sus brazos logra dejarlo inconsciente cancelando todos sus hechizos. La historia termina con los dinosaurios eliminados y con Power Girl volviendo a su trabajo. 
En el número 23 de Power Girl se referencia al personaje Wexter del webcómic Axe Cop y la canción del grupo británico The Police «Every Little Thing She Does Is Magic», que es el tono de llamada del comunicador de Zatanna. La aparición del personaje se ganó comentarios positivos, destacándose la forma en la que utiliza la magia, catalogada como «más creativa que en su propia serie, siendo limitada solo por su imaginación».

## Lista de títulos
1. Zatanna
2. Fuseli's Nightmare
3. Night On Devil Mountain
4. Playing With Fire!
5. Double Or Nothing
6. Married In Vegas
7. Shades
8. Pupaphobia
9. Stringleshanks (Incluye la historia Brace Yourself)
10. Strung Along
11. Unstrung
12. SymmetryyяtэmmyƧ
13. The Cat With The Crystal Ball Eye
14. Wingman
15. Witch Hunt
16. The Sorceress' Apprentice

## Formato

### Lanzamiento y publicidad
Dan DiDio anunció prematuramente en la convención internacional de cómics de San Diego que una serie de cómics protagonizada por Zatanna sería lanzada durante el mes de abril de 2010, pero luego de varios retrasos y anuncios erróneos DC confirmó a través de su blog oficial, conocido como The Source, la fecha y el mes de inicio de la saga y entregó los nombres del escritor y el artista principal de las historietas. Poco después de la confirmación de la fecha de lanzamiento iniciaron las promociones de los cómics, numerosos sitios web recibieron tanto la portada del primer cómic como sus cinco páginas iniciales en blanco y negro y la reseña del primer arco argumental de la serie. El escritor y editor Joey Cavalieri entregó a través del sitio web de la editorial un mensaje promocional escrito íntegramente al revés, imitando así la forma en que la protagonista lanza sus hechizos. Diciendo:

«ANNATAZ SI GNIMOC! Luap Inid dna Enahpets Xuor --dedia yb Lrak Yrots-- era gnikrow rehtegot ot evig eht naicigam reh nwo ylhtnom gniogno seires! Ev’yeht neeb gnikrow no reh koob rednu eht radar rof etiuq emos emit won, tub ti si ynallif ydaer rof nehw Yam sllor dnuora! A taerg esirprus rof eht elddim fo gnirps!

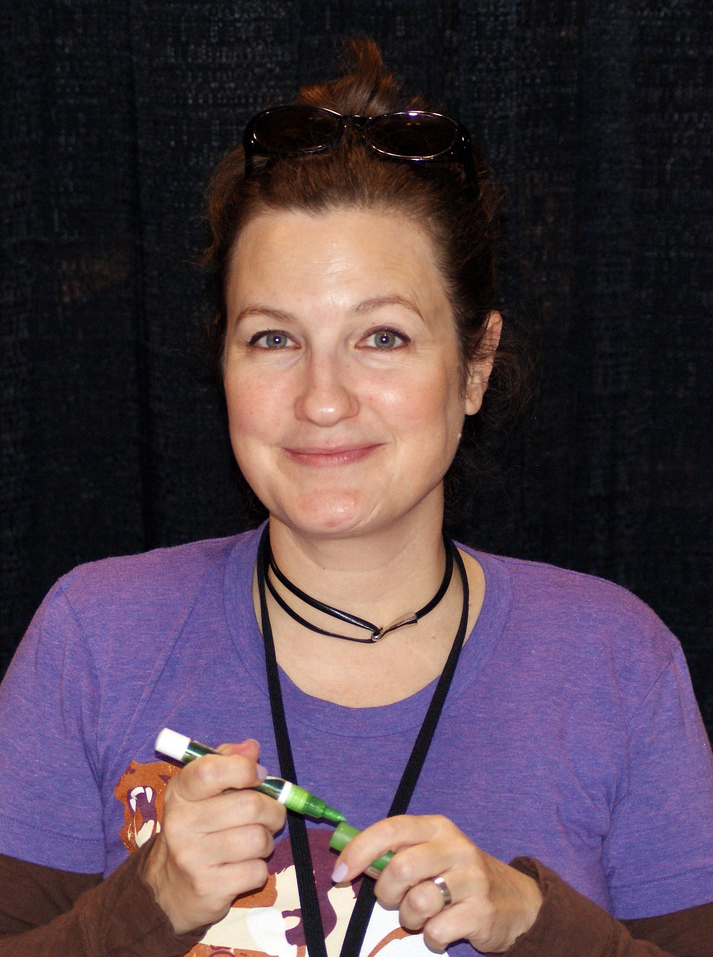
Amanda Conner artista encargada del diseño del busto promocional de la saga.

Luap sah decudortni a dnarb wen lacitsym nialliv rof Attanaz to tnorfnoc. Sih srewop era elbadimrof deedni!».
«¡Zatanna ya llega! Paul Dini y Stephane Roux -con la ayuda de Karl Story- están trabajando juntos para dar a la maga su propia serie mensual. Han estado colaborando en su serie durante bastante tiempo, pero finalmente estará todo listo en mayo. ¡Una gran sorpresa para mediados de primavera!.
Paul ha introducido un nuevo tipo de villano místico para que Zatanna le haga frente, será una amenaza de otro mundo. ¡Sus poderes son realmente formidables!».

La serie Zatanna está compuesta por un total de dieciséis historietas publicadas entre los meses de mayo de 2010 a agosto de 2011 por DC Comics en los Estados Unidos y Canadá. El sitio web Newsarama se encargó de promocionar las historietas de la serie; luego de publicarse el primer cómic entregó periódicamente la portada y las primeras páginas de los siguientes a sus lectores en línea, algunas veces acompañando todo eso de otro avance, como el de la serie de Flash. Una vez que la editorial lanzó el tomo número seis de la saga, lo agrupó junto a los cinco anteriores para conformar así la primera edición de colección de la serie de historietas, llamada Zatanna: Mistress of Magic, tomo compilatorio que se publicó durante marzo de 2011. Al finalizar la serie con el cómic n.º 16, DC decidió lanzar durante noviembre de 2011 Zatanna: Shades of the Past que contenía de la historieta número 7 en adelante de la saga como segundo tomo de recopilación coleccionable.
Como una forma especial de promoción para el segundo tomo compilatorio de Zatanna DC Comics lanzó al mercado una camiseta y un busto del personaje. La camiseta posee un fondo negro y muestra la portada del cómic número 15 de la serie, originalmente la prenda de vestir era distribuida por Graphitti Designs pero posteriormente lo fue por Amazon.com. El busto de la maga forma parte de la serie de artículos coleccionables Women of the DC Universe: Series 3, grupo de bustos en los que también se representó a la reina Hipólita durante su etapa como heroína y a Barbara Gordon durante sus días como Batichica; la artista de historietas Amanda Conner fue la encargada de diseñarlo —en la pequeña representación Zatanna salía de las páginas de un libro en llamas—, mientras que su escultor fue James Maddox.

### Cancelación
Zatanna se canceló por motivo del replanteamiento y posterior relanzamiento de todos los cómics de DC, esto luego del término de la serie limitada de cinco tomos Flashpoint. La nueva línea de cómics titulada como The New 52 comenzó a ser vendida a partir del 31 de agosto de 2011 con la historieta Liga de la Justicia n.º 1, mientras que el resto de las series que se reformularon junto a los nuevos cómics de DC iniciaron sus ventas a partir de septiembre del mismo año. El lanzamiento y publicación de los 52 nuevos número uno se debió a la búsqueda y deseo de intentar inyectarle nueva vida a los títulos de DC Comics, principalmente a sus personajes más antiguos y famosos; reiniciando no desde cero las historias pero si en un punto en el que los héroes son mucho más jóvenes, contando sus historias para los nuevos lectores. Luego de la cancelación de la serie, Zatanna comenzó a aparecer en la saga de cómics llamada Liga de la Justicia Oscura, la cual agrupa a todos los personajes que son mayoritariamente supernaturales o aparecían en las series de Vertigo Comics, junto a John Constantine, Deadman y muchos otros como la líder del equipo. A pesar de que el pasado de muchos personajes resultó cambiado luego del término de sus series, el suyo no sufrió mayores alteraciones respecto a lo mostrado en la serie limitada: el personaje se mantuvo como una maga de escenario que también fue miembro de la liga de la justicia y que presta sus servicios mágicos a los miembros de esta cuando es necesario.

### Distribución

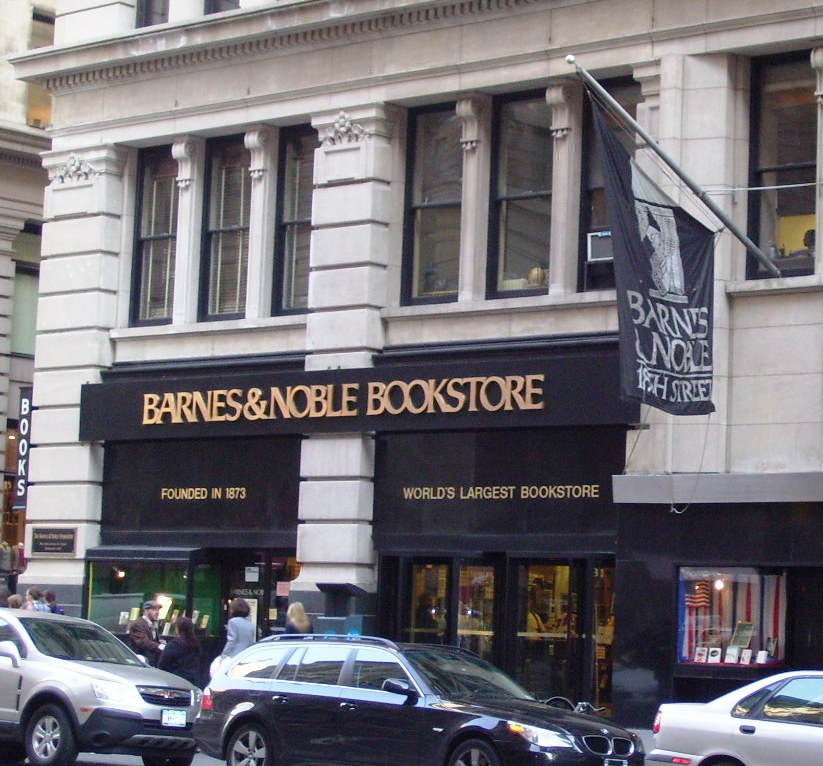
Librería Barnes & Noble en el 105 Fifth Avenue, Manhattan, Nueva York.

Variados sitios web, editoriales y tiendas de libros distribuyeron o reeditaron los dos tomos de la serie Zatanna. En los Estados Unidos las páginas web de ventas Amazon.com y Alibris.com —esta última especializada en la venta de libros y cómics— pusieron a disposición de sus clientes ambos tomos recopilatorios luego de sus respectivas publicaciones. La mayor librería estadounidense Barnes & Noble, distribuyó Mistress of Magic y Shades of the Past a través de su cadena Barnes & Noble Booksellers. Mientras que la mayor tienda de cómics de la ciudad de Nueva York Midtown Comics, la distribuyó a través de sus tiendas ubicadas en los alrededores de Manhattan. La editorial Random House lanzó y distribuyó solamente Shades of the Past en Canadá a partir de noviembre del 2011, mientras que en Australia publicó los dos tomos durante agosto y octubre de 2011 respectivamente. La editorial Titan Books y la librería Waterstone's lanzaron Mistress of Magic y Shades of the Past —este último en una edición con menos páginas— en el Reino Unido a partir del 27 de mayo y del 25 de noviembre respectivamente. El sitio web inglés The Book Depository distribuyó ambos tomos en el formato de tapa blanda, mientras que la página Overstock.com —de la misma nación— solo comercializó el segundo tomo compilatorio. En Irlanda ambos tomos recopilatorios fueron distribuidos por la cadena de librerías Forbidden Planet, la cual los puso a disposición de sus clientes con la misma cantidad de páginas con las que los publicó DC, motivo por el cual le agregaron el subtítulo de Titan Edition. La librería web AbeBooks se encargó de la distribución de Mistress of Magic y Shades of the Past tanto en versiones de tapa dura como blanda en Alemania, Francia e Italia. Mientras que en Sudáfrica el sitio de comercio y subasta electrónica Bidorbuy se encargó de realizar las ventas de los tomos categorizándolos como novelas gráficas a partir del 21 de julio de 2011.

## Recepción

### Respuesta crítica

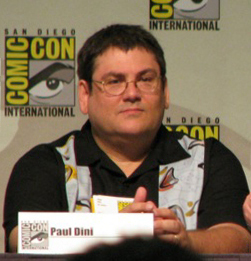
Paul Dini recibió en general comentarios positivos por su trabajo en Zatanna.

La reacción de la crítica frente a la serie limitada resultó en su mayoría favorable. Zatanna fue llamada como una serie de cómics «peculiar y divertida», la compararon con la serie de historietas de Batwoman (2011-2012) por ser unas de las más destacadas en el ámbito artístico del último tiempo y con las series de televisión Bewitched y Sabrina, the Teenage Witch comentando que en ciertos momentos se vio como su combinación perfecta. Respecto a los personajes, el mayor punto negativo que comentaron de la maga Zatanna fue la falta de un argumento largo dentro de sus historias, aludiendo a que parece no tener otro propósito que el de existir, mientras que los críticos calificaron positivamente a Brother Night como una «verdadera amenaza» ya que es capaz de llenar la imagen espantosa del villano necesario para la serie. El trabajo de Dini con los diálogos de las historietas se ganó los elogios de la crítica por su nivel y calidad así como por su contenido y por el estilo de habla y voz entregado a los personajes, su uso de los limitados espacios para contar la historia y poner numerosos argumentos en los diversos números de la serie limitada —como las apariciones de Espectro o las del detective Colton— fue catalogado de excelente e interesante. Las mayores críticas que Dini recibió respecto a su trabajo en Zatanna se debieron a la utilización excesiva de los monólogos y a su mal uso de la muerte dentro de los argumentos de las historietas, calificado como una oportunidad perdida para entregar temor a los lectores.
Joey Esposito del sitio web Crave Online dijo que el trabajo de Roux «se ajusta extraordinariamente al alocado mundo de Zatanna» y posteriormente argumentó que «tanto sus habilidades con los dibujos básicos como con los detallados —utilizadas para criaturas excéntricas— son sumamente adecuadas». Lo único que calificó como negativo de sus dibujos fue el uso excesivo de paneles en ciertas páginas de los tomos de la serie limitada. Por su estilo al dibujar a Zatanna y a Brother Night Roux fue comparado con Adam Hughes —otro artista reconocido por trabajar en historietas—, esto debido a que ambos tienen un gran cuidado al crear formas femeninas y al entregar malas apariencias a sus villanos. El sitio web The Out Housers catalogó a los dibujos de Jamal Igle como atractivos y atrayentes, donde señaló que dicha cualidad se presentaba en cualquiera de sus facetas de dibujo —fueran personas, edificios o incluso gatos lo que él realizara—, ya que les entrega una gran dinámica que le suma pavor a la serie limitada. Cliff Chiang gozó de una buena acogida por su trabajo artístico y el diseño del villano Oscar Hampel, destacándose su estilo clásico y su talento para lograr plasmar las emociones en los personajes. La historia one-shot que incluyó en el número nueve de Zatanna tuvo comentarios positivos de los críticos, quienes la describieron como «oro puro» por mostrar a la heroína en tan simple situación. Mientras que el trabajo del escritor Matthew Sturges recibió críticas positivas —más precisamente por su obra en el tomo doce de esta—, debido a su enfoque en lo sobrenatural y el toque de humor que entregó en los diálogos, el del artista Chad Hardin recibió críticas negativas por el hecho de que constantemente parece intentar imitar a Roux, así como por su mal uso y distribución de los colores dentro de las historietas en las que colaboró.
Andy Frisk del sitio web Comic Book Bin calificó el primer tomo de la serie con 7.5 de 10 estrellas y llamó al trabajo de Stephane Roux como algo «muy sólido y fluido». Zack Little de la página web Inside Pulse opinó que el estilo de dibujo de Jamal Igle era «bueno», luego argumentó que lo mejor de su técnica es «la atención que pone en los detalles». También mencionó durante su reseña del número once de Zatanna a los personajes Mikey Dowling y Brother Night, llamándolos como «la mayor atracción del tomo» y como un «pequeño paquete de suspenso» respectivamente. Greg McElhatton de la página web Comic Book Resources calificó de forma positiva la primera historieta de Zatanna considerándola «agradable» y comentó que lo mejor de esta era «el hecho de que Paul Dini logró mostrar muy bien los elementos de la vida diaria de Zatanna». Posteriormente se refirió al trabajo artístico de Stephane Roux y Karl Story como algo «hermoso y excitante».

### Ventas y reconocimientos
La serie tuvo en general un buen nivel de ventas, llegando en reiteradas ocasiones a ser uno de los 100 cómics más vendidos en los Estados Unidos. La primera historieta de Zatanna se convirtió en uno de los best sellers de mayo de 2010 para DC Comics, luego de agotarse en las tiendas el cómic debió ser reimpreso en julio de dicho año junto al número 600 de la serie Wonder Woman, el n.º 890 de Action Comics y los primeros tomos de las también recién estrenadas series Batman Beyond —basada en el personaje principal de la serie de televisión homónima— y Justice League: Generation Lost, todos cómics agotados luego de su lanzamiento en mayo. La historieta número tres de Zatanna logró posicionarse en el puesto 72 de la lista de los 100 más vendidos de julio de 2010 y el número cuatro trepó a la posición 67 al mes siguiente, donde obtuvo el mismo puesto en el Top 300. El ejemplar trece de la serie logró vender más de 18 000 copias ubicándose en el puesto 100 de los más solicitados de mayo de 2011. Según la información entregada por Diamond Comic Distributors Zatanna: Mistress of Magic fue el decimoprimer cómic mejor vendido de marzo de 2011 dentro de su categoría que agrupa tomos compilatorios y Zatanna: Shades of The Past el número cuarenta y cuatro. El sitio web iFanboy.com seleccionó a la portada del cómic n.º 16 de Zatanna como una de las cuatro mejores de la semana del 17 de agosto, mientras que escogió a la portada n.º 15 —creada por Adam Hughes— como una de las 25 mejores del año 2011 donde logró obtener el puesto número siete y venció a famosas historietas como Red Skull y Daredevil.